# Ryan Day
Ryan Day (Pontycymer, 23 de marzo de 1980) es un jugador de snooker galés.

## Biografía
Nació en la localidad galesa de Pontycymer en 1980. Es jugador profesional de snooker desde 1999. Se ha proclamado campeón de cuatro torneos de ranking; a saber: el Masters de Riga de 2017, el Abierto de Gibraltar de 2018, el Snooker Shoot Out de 2021 y el Abierto Británico de 2022. Ha logrado, asimismo, tejer cuatro tacadas máximas a lo largo de su carrera.

### Tacadas máximas
| Núm. | Año  | Torneo                   | Rival          | Ronda                  | Ref.  |
| ---- | ---- | ------------------------ | -------------- | ---------------------- | ----- |
| 1    | 2014 | Abierto de Haining       | Cao Yupeng     | dieciseisavos de final | [ 3 ] |
| 2    | 2020 | Championship League      | Rod Lawler     | fase de grupos         | [ 4 ] |
| 3    | 2023 | Tour Championship        | Mark Selby     | cuartos de final       | [ 5 ] |
| 4    | 2023 | Campeonato Internacional | Mink Nutcharut | clasificatorio         | [ 6 ] |